# Tarcisio Andreolli
Tarcisio Andreolli (Brentonico, 20 settembre 1936) è un politico italiano, presidente della regione Trentino-Alto Adige dal 1989 al 1994 e senatore dal 1996 al 2001.

## Biografia
Esponente della Democrazia Cristiana, è stato consigliere comunale a Trento dal 17 novembre 1974 all'8 giugno 1980. Dal 1983 al 1993 è stato consigliere provinciale a Trento, nella IX e X legislatura. Dal 1989 al 1994 è stato presidente del Trentino-Alto Adige. Nel 1996 è stato eletto senatore nel collegio di Rovereto con L'Ulivo.